# マエストロ (タジ・マハールのアルバム)
『マエストロ』（Maestro）は、アメリカ合衆国のブルース・ミュージシャン、タジ・マハールが2008年に発表したスタジオ・アルバム。

## 背景
ヘッズ・アップ・インターナショナル移籍第1弾アルバムに当たる。マハールのデビュー40周年を記念した作品で、ジギー・マーリー、ロス・ロボス、ベン・ハーパー、アンジェリーク・キジョーを含むゲスト・ミュージシャンが迎えられた。また、「ネヴァー・レット・ユー・ゴー」にはマハールの娘デヴァが参加している。
「ザンジバル」は、マハールが「ザ・カルチャー・ミュージカル・クラブ・オブ・ザンジバル」と共演したアルバム『ザンジバル』からの曲のリメイクで、オリジナル・ヴァージョンはインストゥルメンタルだったが、本作ではアンジェリーク・キジョーのボーカルがフィーチャーされた。また、同曲にゲスト参加したコラ奏者のトゥマニ・ジャバテは、本作以前にも1999年のアルバム『Kulanjan』でマハールと共演している。

## 反響・評価
アメリカでは、総合アルバム・チャートのBillboard 200入りは逃したが、『ビルボード』のブルース・アルバム・チャートでは2位に達した。第51回グラミー賞では最優秀コンテンポラリー・ブルース・アルバム賞にノミネートされた。
アレックス・ヘンダーソンはオールミュージックにおいて5点満点中4点を付け「『マエストロ』はエレクトリック・ブルース色も備えているが、この老練なシンガーは、ソウル、初期のR&Bからレゲエやアフリカン・ポップまで、様々な領域に踏み込んでいる」「決して散漫には響かない」と評している。また、Doug ColletteはAll About Jazzのレビューで5点満点中4点を付け「個々の曲にどれほど豪華なスターがゲスト参加していようとも、方向性を決定づけているのは明らかにマハール自身である」と評している。

## 収録曲
特記なき楽曲はタジ・マハール作。
1. スクラッチ・マイ・バック - "Scratch My Back" (James Moore) - 4:20
2. ネヴァー・レット・ユー・ゴー - "Never Let You Go" (Deva Mahal, Taj Mahal) - 4:43
3. ダスト・ミー・ダウン - "Dust Me Down" (Ben Harper) - 3:28
4. ファーザー・オン・ダウン・ザ・ロード - "Further On Down the Road" (T. Mahal, Jesse Edwin Davis III) - 4:47
5. ブラック・マン、ブラウン・マン - "Black Man, Brown Man" - 3:52
6. ザンジバル - "Zanzibar" (Angélique Kidjo, T. Mahal) - 5:52
7. TVママ - "TV Mama" (Lou Willie Turner) - 3:43
8. アイ・キャン・メイク・ユー・ハッピー - "I Can Make You Happy" - 4:59
9. スロー・ドラッグ - "Slow Drag" - 6:33
10. ハロー・ジョセフィン - "Hello Josephine" (Dave Bartholomew, Antoine Domino) - 4:48
11. ストロング・マン・ホラー - "Strong Man Holler" - 5:49
12. ディディ・ワー・ディディ - "Diddy Wah Diddy" (Ellas McDaniel, Willie Dixon) - 4:36

### アメリカ盤LP (HULP 8164)ボーナス・トラック
1. "Mambo No.5 (7-11)" (Pérez Prado) - 3:40
2. "On A Little Bamboo Bridge" (Al Sherman, Archie Fletcher) - 4:02

## 参加ミュージシャン
- タジ・マハール - ボーカル、ギター、ウクレレ、バンジョー、ハーモニカ
- デヴァ・マハール - ボーカル(on #2)
- ベン・ハーパー - ボーカル(on #3)
- ジャック・ジョンソン - ボーカル(on #4)
- ジギー・マーリー（英語版） - ボーカル(on #5)
- ルディ・コスタ - アルト・サクソフォーン(on #5)
- アンジェリーク・キジョー - ボーカル(on #6)
- トゥマニ・ジャバテ - コラ(on #6)
- ファントム・ブルース・バンド(on #1, #4, #9, #12)
  - ジョニー・リー・シェル - ギター
  - マイク・フィニガン - キーボード(on #1, #9, #12)
  - ラリー・ファルチャー - ベース
  - トニー・ブラウナゲル - ドラムス
  - ジョー・サブレット - テナー・サクソフォーン(on #1, #4, #9)、バリトン・サクソフォーン(on #12)
  - ダレル・レナード - トランペット(on #1, #4, #9)、トロンボニウム(on #4, #12)
- ロス・ロボス(on #2, #7)
  - デイヴィッド・イダルゴ - ギター
  - セサル・ロサス - ギター
  - ルイ・ペレス - ハラナ
  - スティーヴ・バーリン - オルガン(on #2)、サクソフォーン(on #7)
  - コンラッド・ロサーノ - ベース
  - クーガー・エストラーダ - ドラムス
  - アンジェラ・ウェルマン - トロンボーン(on #2)
- ジギー・マーリーズ・バンド(on #5)
  - 秋元武 - ギター
  - マイケル・ハイド - キーボード
  - ポール・ステネット - ベース
  - カールトン・デイヴィス - ドラムス
  - エンジェル・ロシェ - パーカッション
  - トレイシー・ハザード - バッキング・ボーカル
- ニューオリンズ・ソシアル・クラブ(on #8, #10)
  - アイヴァン・ネヴィル（英語版） - ハモンドオルガン
  - ヘンリー・バトラー - ピアノ
  - レオ・ノセンテリ（英語版） - ギター
  - ジョージ・ポーターJr. - ベース
  - レイモンド・ウェバー - ドラムス(on #8, #10)、ウォッシュボード(on #10)
- ジェイソン・モゼルスキー - ギター(on #3)
- ジェイソン・イェーツ - キーボード(on #3)
- ジェシ・インガルス - ベース(on #3)
- マイケル・ジェローム - ドラムス、パーカッション(on #3)
- C・C・ホワイト、ペブルス・フィリップス - バッキング・ボーカル(on #3)
- ミック・ウィーヴァー - キーボード(on #4)、ハモンドオルガン(on #11)
- ビル・リッチ - ベース(on #6, #11)
- ケスター・スミス - ドラムス(on #6, #11)、パーカッション(on #6)
- デブラ・ドブキン - パーカッション(on #6)
- バセコウ・クヤーテ - ンゴニ(on #6)
- ビリー・ブランチ - ハーモニカ(on #11)